# Quilmes (município)
Quilmes é um partido (município) da província de Buenos Aires, na Argentina. Possuía, de acordo com estimativa de 2019, 657.123 habitantes.